# هيرون الثاني السرقوسي
هيرون الثاني السرقوسي (بالإغريقية: Ἱέρων؛ حوالي 308 ق.م – 215 ق.م) هو طاغية سرقوسة في صقلية الإغريقة، منذ عام 275 حتى 215 ق.م، والابن غير الشرعي للنبيل السرقوسي هيروكليس، والذي ادعى بأنه من نسل جيلون. كان قائدا سابقا لدى بيروس الإبيري وشخصية مهمة في الحرب البونيقية الأولى. لعب دورا في حكاية المفكر الشهير أرخميدس عند صراخه "يوريكا".

## الصعود للسلطة

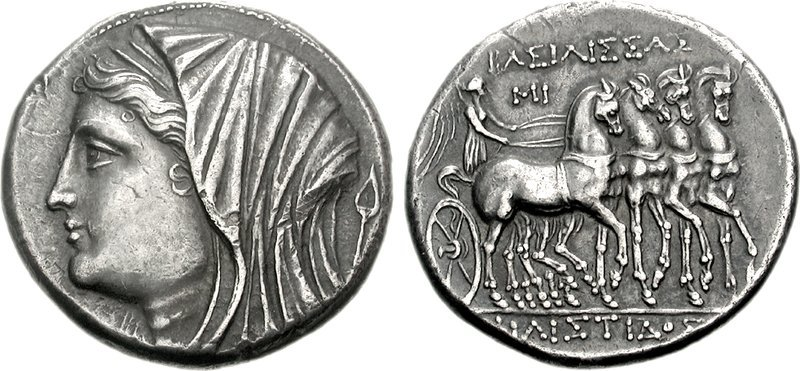
عملة نقدية تظهر فيليستيس (يسار)، زوجة الملك هيرون الثاني

عندما رحل بيروس من صقلية (275 ق.م) قام جيش وشعب سرقوسة بجعله قائدا للجيش. قام بتقوية مكانته بعد أن تزوج من ابنة ليبتينيس، أحد وجهاء مدينة سرقوسة. في تلك الأثناء، قام المامرتينيون، وهم مجموعة من المرتزقة من إقليم كمبانية تم توظيفهم من قِبَل طاغية سرقوسة المتأخر أغاثقلس، بالاستيلاء على مسينة، وبدأوا بمضايقة الإغريق حولهم. تمت هزيمتهم أخيرا في معركة حاسمة بالقرب من ميلاص عند نهر لونغانوس من قبل هيرون، والذي منع من الاستيلاء على مسينة بسبب تدخل القرطاجيين. قام شعبه الممتنون بجعله ملكا (275 ق.م)؛بخلاف ملوك وطواغي سرقوسة السابقون، كان هيرون يحكم بالقانون وبجانب الجمعيات الشعبية، ولم يعدم أحدا من خصومه قط.

## الحرب البونيقية الأولى
عاد في عام 264 ق.م لمهاجمة المامرتينز لمرة أخرى. أصبح المامرتينيون في حالة من اليأس، وقاموا بدعوة الرومان لمساعدتهم. كان هيرون في البداية يخدم القائد القرطاجي هانو، والذي وصل للتو لصقلية؛ ولكن بعد مشاركته في معركة غير حاسمة ضد الرومان بقيادة القنصل الروماني آبيوس كلاوديوس كادكس، قام بالانسحاب لسرقوسة.
بضغط من الجيوش الرومانية، قام في عام 263 ق.م بتوقيع معاهدة مع الرومان، والذي أصبح بموجبها حاكما على الجزء الجنوبي الشرقي من صقلية والساحل الشرقي حتى طبرمين.

### بعد الحرب البونيقية
منذ هذه اللحظة وحتى وفاته في عام 215 ق.م، ظل هيرون وفيا للرومان، وقام في العديد من المرات بمساندتهم بالمستلزمات والجند في الحرب البونيقية. أبقى بحوزته أسطولا قويا لأغراض الدفاع، وقام بتوظيف خدمات قريبه أرخميدس لصنع أسلحة دفاعية، والتي في وقت متأخر، لعبت دورا في غاية الأهمية أثناء حصار سرقوسة من قبل الرومان بعد وفاته.

## ارتباطه بحكاية "يوريكا"

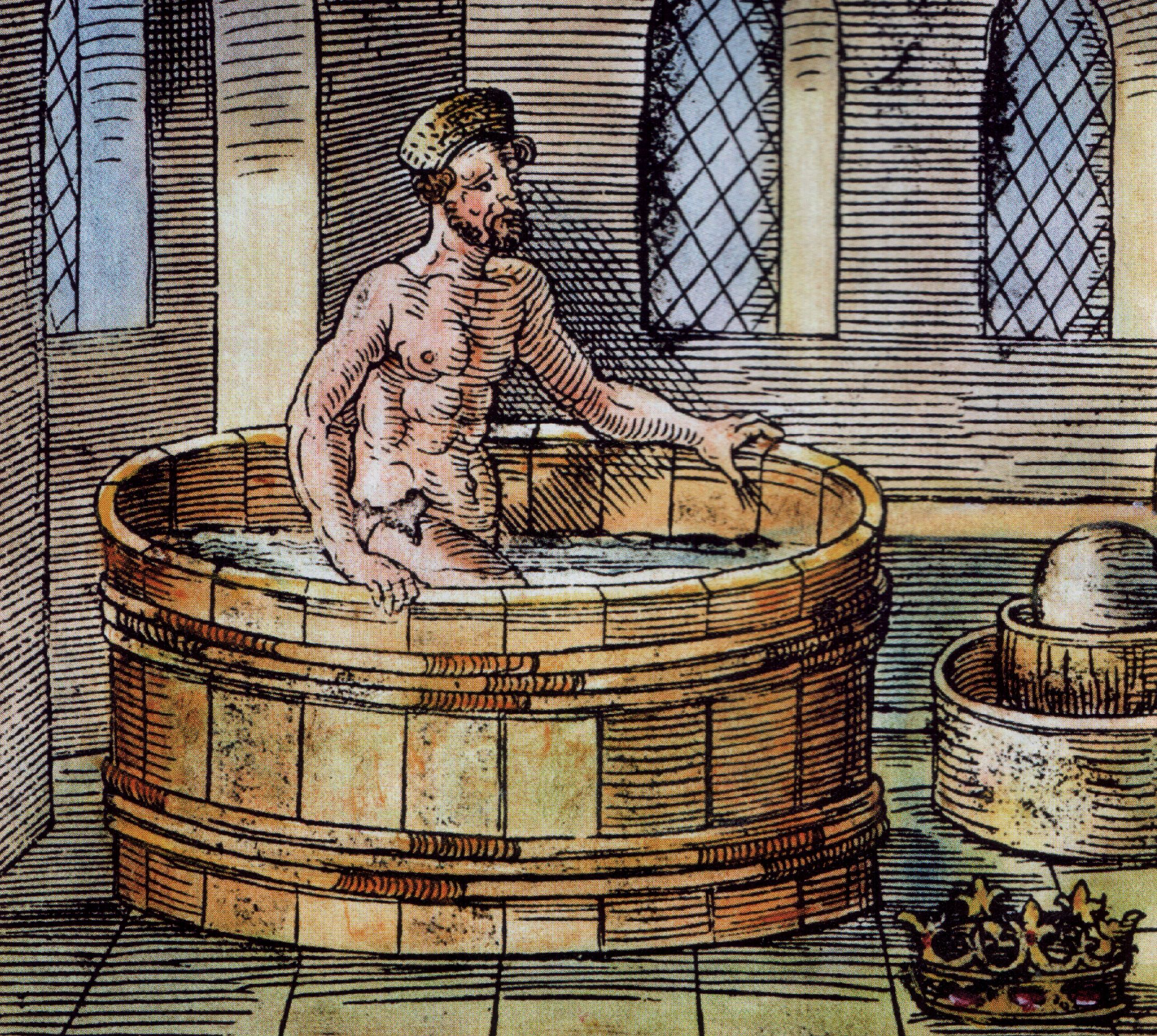
رسم يظهر أرخميدس في حوض الاستحمام وتاج الملك هيرون في أسفل اليمين

وفقا للحكاية المروية من قبل فيتروفيو، شك هيرون بأنه يتعرض للغش من قبل الصائغ الذي مده بالذهب لكي يصنع منه تاجا لأحد المعابد. طلب من أرخميدس أن يكشف ما إذا تم استخدام الذهب الممنوح بأكمله كما اتفقا. أرخميدس، عند اكتشافه لمبدأ الطفو، قد نُقِل بأنه صرخ "يوريكا، يوريكا!" عندما كان يركض عريانا في سرقوسة. اكتشف ذلك بعد أن لاحظ أن صعود مستوى الماء عندما كان يستحم سيمكنه من حساب كثافة التاج ذو الشكل المختلف، وفي لحظة من الحماسة بعد اكتشافه، أسرع محتفلا ناسيا أن يرتدي ثيابه قبلها. ختم فيتروفيو حكايته منوها بأن طريقة أرخميدس نجحت في كشف غش الصائغ؛ كان الصائغ بالفعل قد أخذ جزءا من الذهب وأبدله بالفضة.

## الإرث

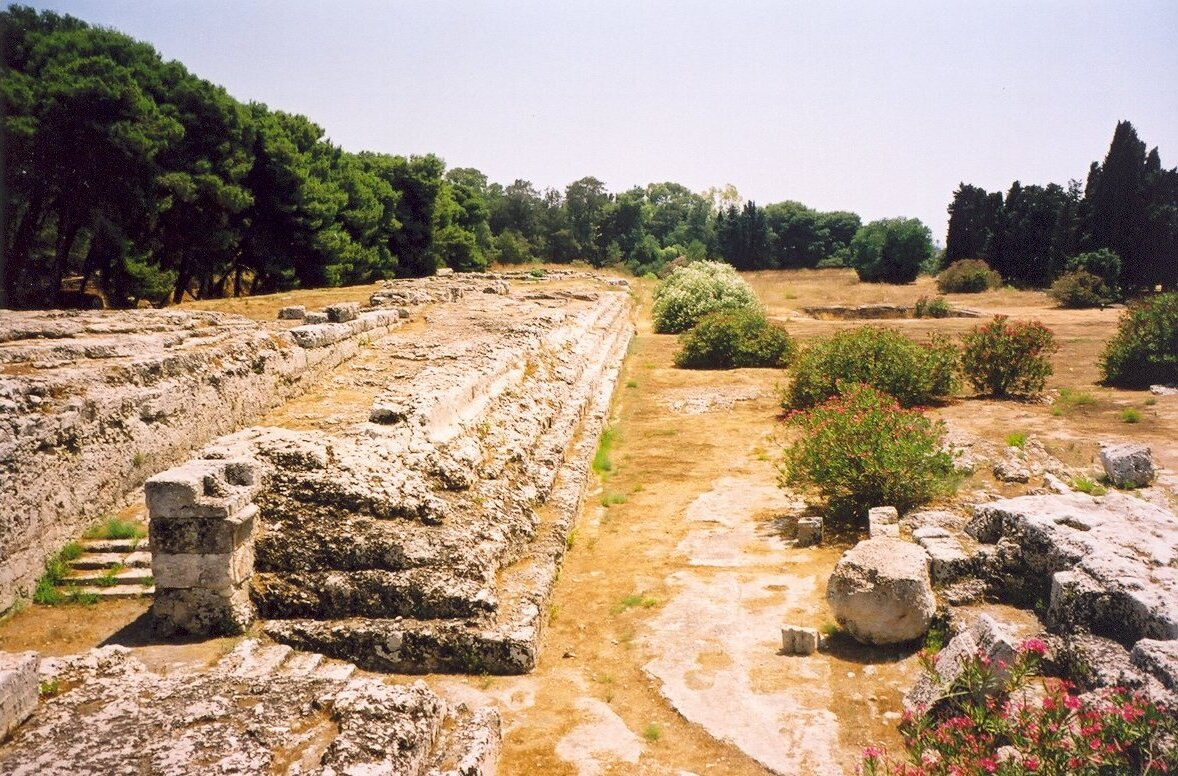
مذبح سرقوسة الكبير، والذي بني من قبل هيرون الثاني

صور ازدهار سرقوسة في عهده في قصيدة ثيوقريطس السادسة عشر. أثناء حكم هيرون الثاني، تم استحداث العديد من صور التزيين المعمارية في صقلية، والتي سميت ’العمارة الهيرونية‘. بخلاف بعض افتراضات العلماء، لا يوجد أي دليل يثبت بأن المستحدثات في التصاميم كانت بسبب برامج قدمت من هيرون لكي يرفع من شرعية حكمه.
في القرن السادس عشر، عد ميكيافيلي في مؤلفه الأمير في الفصل السادس بأن هيرون شخصية استثنائية في ورعه، ومثال نادر لرجل أصبح بقوة أمير بعد أن كان رجلا عاديا، وقام بمقارنته بموسى وكورش وثيسيوس وروميلوس.

### أكمل القراءة
- de Lisle, Christopher (2022). "The Autocratic Theatre of Hieron". In Csapo, Eric; Goette, Hans Rupprecht; Green, J. Richard; Le Guen, Brigitte; Paillard, Elodie; Stoop, Jelle; Wilson, Peter (eds.). Theatre and Autocracy in the Ancient World (بالإنجليزية). Walter de Gruyter GmbH & Co KG. pp. 55–69. ISBN:978-3-11-098038-7. Archived from the original on 2024-08-18.
- Lehmler، Caroline (2005). Syrakus unter Agathokles und Hieron II.: die Verbindung von Kultur und Macht in einer hellenistischen Metropole. Berlin: Verlag Antike. ISBN:978-3-938032-07-7.
- Walthall، D. Alex (2024). Sicily and the Hellenistic Mediterranean world: economy and administration during the reign of Hieron II. Cambridge: Cambridge University Press. ISBN:9781009005234.

## وصلات خارجية
- هيرون الثاني في الموسوعة البريطانية (الإنجليزية)

| سبقه بيروس الإبيري | طاغية سيراكوز 275 ق.م. - 215 ق.م. | تبعه هيرونيموس |